# Илирийски провинции
Илирийски провинции (на френски: Provinces illyriennes; на хърватски: Ilirske pokrajine; на словенски: Ilirske province; на италиански: Province Illiriche) се нарича автономна област в рамките на Първата френска империя (1809 – 1814), състояща се от Далмация, Истрия и Крайна. Провинциите са създадени от Наполеон Бонапарт на адриатическото крайбрежие на Балканския полуостров с цел отрязване на достъпа на Австрийската империя до Средиземноморието, след като Австрия ги отстъпва по условията на Шьонбрунския мирен договор (на френски: Traité de Schönbrunn; на немски: Friede von Schönbrunn) (1809) след разгрома на Петата коалиция.
Преди това със сключения мирен договор от Кампо Формио на 18 октомври 1797 г. е сложен край на Венецианската република.
Начело на провинциите са маршал Огюст Мармон, Жан Андош Жюно и Жозеф Фуше. Съгласно втория декрет за провинциите на френския император провинциите имат население от 1 500 000 жители и се управляват от френски генерал-губернатор, финансов генерал-интендант, комисар по правните въпроси и трима провинциални интенданти.
След войната на шестата коалиция французите са прогонени, а Виенският конгрес ги връща на Австрия като Илирийско кралство в състава на империята.